# Hugo Conwentz
Hugo Wilhelm Conwentz (né le 20 janvier 1855 à St. Albrecht, près de Danzig, mort le 12 mai 1922 à Berlin) est un biologiste Allemand. 
Outre ses travaux en biologie, il est connu comme un ardent défenseur de la conservation de la nature.